# Brugmansia sanguinea
Brugmansia sanguinea, a trombeta-vermelha-do-anjo, é uma espécies de plantas com flores da América do Sul que crescem como arbustos ou árvores de pequeno porte. Tem sido cultivada e usada para fins xamânicos por índios sul-americanos há séculos ou milénios.

## Distribuição
Elas são endémicas dos Andes, desde as montanhas da Colômbia até ao norte do Chile, em altitudes entre os 2000 e os 3000 metros.